# けつばん
けつばん（欠番、ミッシングナンバー、MissingNo.）とは、『ポケットモンスター 赤・緑』バージョンでバグにより現れるデータの表示。
データが存在しないポケットモンスターのデータにアクセスすると現れる。通常は現れないが、ゲーム内のイベントに絡んだプログラムのバグにより現れるようになり、同じバグで他にも、グラフィックがエラーを起こしたり、道具が複製されたりする。道具が複製されるバグについては一部攻略本やゲーム雑誌に掲載された。1999年5月、雑誌Nintendo Powerが誌面上にけつばんについての情報を提供し、初出の文献とみられる。IGNは「けつばん」のバグはゲームの中でも最も有名とされるバグの一つであると特筆している。
このバグは社会学者の研究対象になったこともある。

## 概要
「けつばん」とは単一のポケモンを表すものではなく、データ領域の空き番号（欠番）の一部に付けられた名称である。そのため「けつばん」という種類がポケモンとして認められているわけではない。
ミュウを作るバグ技を試し失敗したとき、ミュウの代わりに現れたり、ポケモン図鑑上に表示される事が多いので、バグ技とあわせて有名になった。
本来のミュウは、公式に幻のポケモンとして設定されており、任天堂が企画するイベントの開催場所においてのみ手に入る極めて珍しいポケモンである。

## 特徴
本来のゲームではポケモンとして出現する事は想定されていないので、けつばんが発生する（けつばんが発生する程のバグを引き起こしてしまう）と、セーブデータが消えるなどの様々な不具合を起こす恐れがある。
しかしポケモン図鑑に載る、戦闘に出せるなどといったことから、ミュウに次ぐ第二の幻のポケモンなどと称された。図鑑では152番目にあたる位置（ステータス画面では「ナンバー000」の扱い）に表示されるので、『金・銀』バージョンでチコリータがNo.152として登場するまでは「152番目のポケモンはけつばん」などと言われていた。図鑑に載るときのコメントとして、「コメントさくせいちゅう」と出る場合もある。
「けつばん」自体のデータは正式に設定されておらず、本来は無関係である他のデータの領域をポケモンのデータとして読みとっているため異常なデータとなっている。同じ「けつばん」でも複数種が存在するため、その姿はモザイクのような模様がでたらめに表示されたものであったり、透明で何も表示されなかったりと様々である。